# Мотовоз М
Мотовоз М (М - Мотовоз). Перший серійний радянський мотовоз. Випускався з 1931 по 1941 року. Розроблявся та виготовлявся на Калузькому машинобудівному заводі, в місті Калуга, Калузької області, Росія.

## Загальні відомості
В залежності від модифікації, мав 2 або 4 осі, двигун від 40 до 75 к.с. Мотовоз використовував деталі від тракторної техніки. Його кабіна в різних модифікаціях могла знаходитися по середині корпусу, або на його краю. Всього виготовлено 4011 одиниць цієї лінійки.

## Технічні характеристики
- Тип - маневровий, вантажний
- Колія - 1524 мм
- Конструктційна швидкість - 27-38 км/год
- Потужність двигуна - 40-75 к.с.
- Осьова формула - 0-2-0
- Службова маса - 8-14 тонн
- Тип передачі - гідравлічна
- Мін. радіус проходження кривих - 40[1]

## Модифікації

### МА
Випускався в 1932 року. Мав двигун АМО-3, з потужністю 67 к.с. . Виготовлено 240 екземплярів.
Приставка "А" - від першої букви назви двигуна АМО-3.

### МГ
Випускався 1932 року. На цій модифікації було встановлено мотор ГАЗ-А (копія Форд-А) з потужністю в 40 к.с. .
Приставка "Г" - від першої букви назви двигуна ГАЗ-А.

### МУ
Випускався 1934 року. В цій версії було посилено конструкцію мотовозу, та збільшено максимальну можливу швидкість до 37,7 км/год.
Приставка "У" означає "Усиленный".

### МЗ/2
Модифікація випускалася з 1933 по 1941 рік. Мала двигун ЗІС-5, потужністю 75 к.с., та 2 осі . Всього було виготовлено 3374 штуки.
Через конструктивні недоліки мотовози цієї модифікації, зазвичай, не служили більше 10 років.
Приставка "З" - від першої букви назви двигуна ЗІС-5, приставка "2" - від кількості осей.

## Фотогалерея

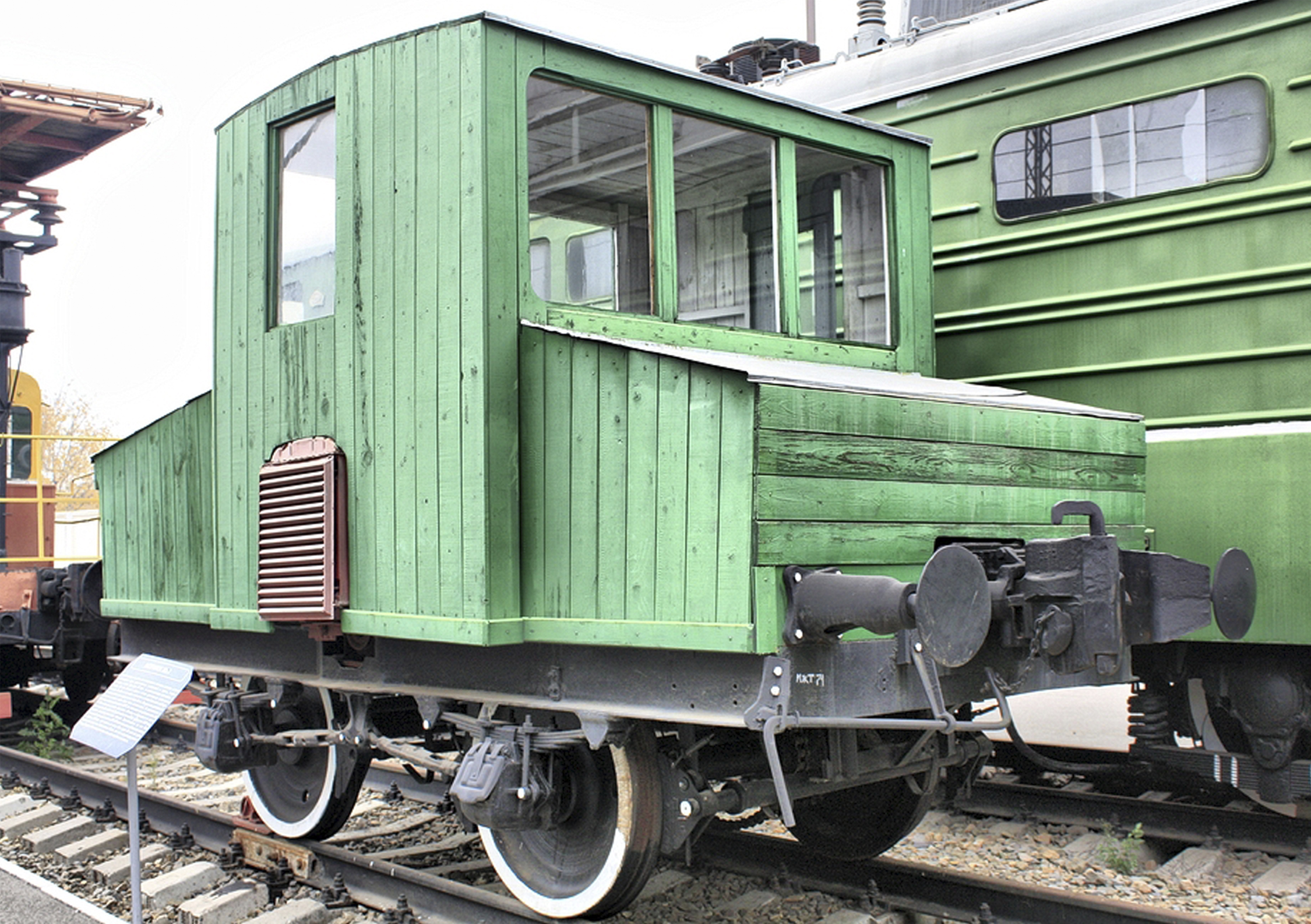
Мотовоз МЗ/2 в музеї Північно-Кавказької залізниці.

#### МЗ/2 на світильному газі
В 1937 році, на базі цього мотовозу, Всеросійський науково-дослідний інститут залізничного транспорту виготовив дослідний зразок, для тестування можливості його роботи від газу, з московської мережі. В одному з ящиків було встановлено кисневі балони з загальним об'ємом 0,64 м³ з тиском 150 кгс/см². З балонів до редуктора подавався світильний газ, де тиск знижувався до атмосферного, далі подавався до змішувача і циліндрів двигуна.
Після дослідних випробувань 1938 року, на експериментальній кільцевій залізниці ВНДІЗТ, було зроблено висновок, що потужність падає на 4%, через зменшення виділення тепла під час горіня суміші. Переведення з газу на бензин не викликало ніяких складнощів.
Після всіх випробувань був відправлений в депо Мелітополя.

#### МЗ/2 на скрапленому нафтовому газі
1947 року, в Локомотивному Депо Батайськ-Північ Північно-Кавказької залізниці 4 мотовоза цієї серії були модифіковані для функціонування на зрідженому нафтовому газі.
Модифіковані МЗ/2 № 1442, 1722 та 1829 показали гарні результати. Простота та надійність стала головною перевагою. Недоліком стала потреба в газозаправних станціях.

### МЗГ/2
Виготовлявся 1938 року. На борту мав двигун ЗІС-13 (модифікація ЗІС-5) потужністю 48 к.с. , був газогенераторним. Мав 2 осі.
Приставка "З" - від першої букви назви двигуна ЗІС-13, приставка "Г" - Газогенераторний, приставка "2" - від кількості осей.